# (35358) Lorifini
(35358) Lorifini (1997 SL17) – planetoida z pasa głównego asteroid okrążająca Słońce w ciągu 3,77 lat w średniej odległości 2,42 j.a. Odkryta 27 września 1997 roku.